# شيبة بن ربيعة

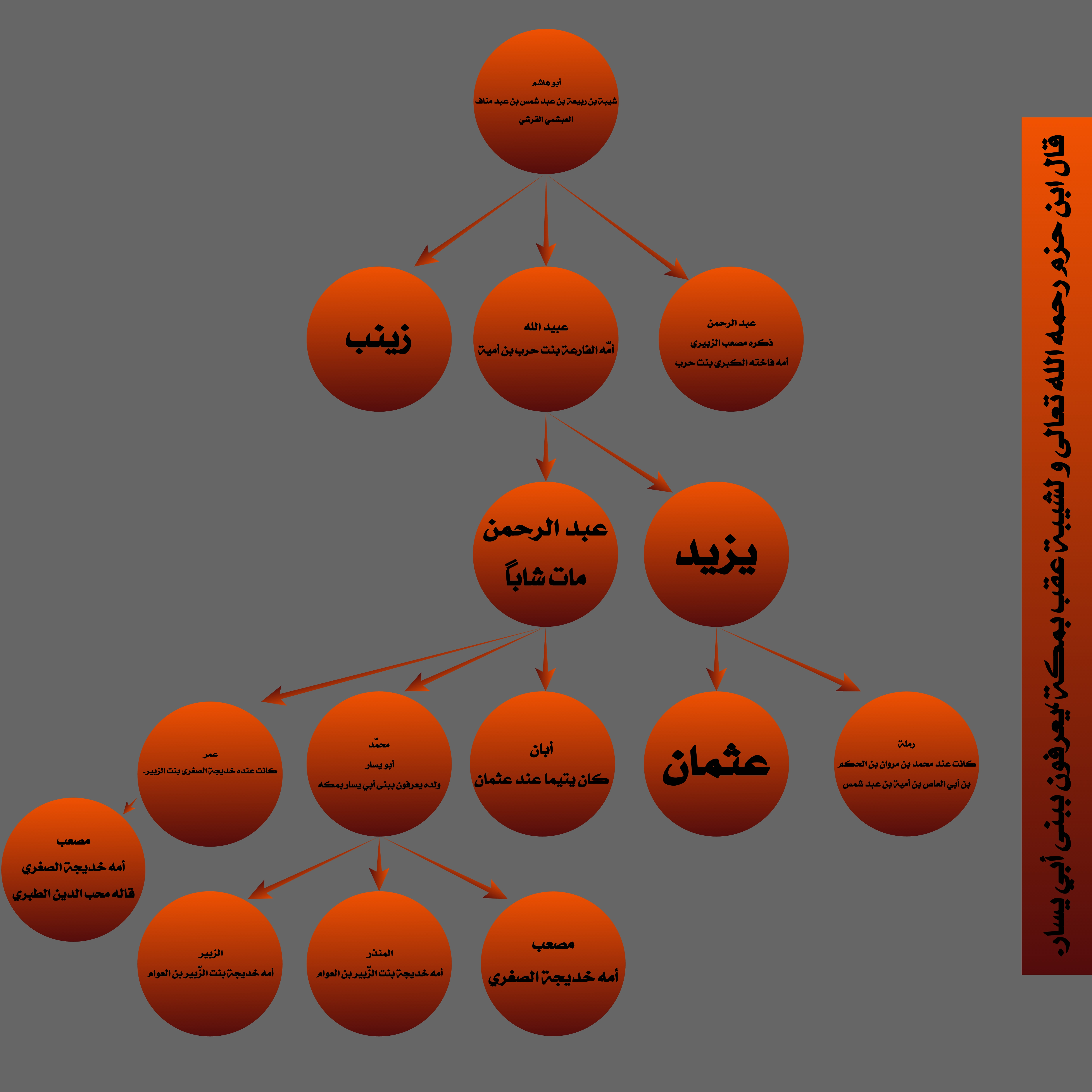
ذرية وعقب أبو هاشم شيبة بن ربيعة العبشمي القرشي

أبو هاشم شيبة بن ربيعة العبشمي القرشي الكناني (71 ق هـ - 2 هـ / 552م - 624م) هو شقيق عتبة بن ربيعة، قتل في معركة بدر أثناء المبارزة على يد حمزة بن عبد المطلب. وهو والد الصحابية رملة بنت شيبة.

## أولاده
قال ابن حزم و لشيبة عقب بمكة، يعرفون ببني أبي يسار؛ منهم:
- يزيد بن عبيد الله بن شيبة بن ربيعة، كانت له ابنة تزوجها محمّد بن مروان بن الحكم، فولدت له؛ وولد يزيد بن عبيد اللّه: عثمان؛
- وأخوه عبد الرحمن بن عبيد اللّه؛ وولد عبد الرحمن بن عبيد اللّه:محمّد، وهو أبو يسار؛ فولد أبو يسار هذا:

المنذر، والزّبير:أمّهما خديجة بنت الزبير بن العوام.